# La Pomme, la Queue et les Pépins

La Pomme, la Queue et les Pépins est un film québécois de Claude Fournier datant de 1974.

## Synopsis
Martial Roy (Lautrec), à la tête d'un service d'accouplement de chiens et membre actif du Parti libéral, se prépare à épouser Louise Letarte (Masson) qu'il a rencontrée alors qu'elle était engagée comme crieuse à une assemblée du parti. La veille de leur union, Martial lui jure qu'à partir du lendemain, il portera un œillet à sa boutonnière à chaque jour, gage de son amour pour elle. Mais voilà que durant la nuit de noces, il éprouve tout à coup des difficultés érectiles.
Les amis et la famille sont très tôt au courant et Louise emploiera toutes les ressources qui s'offrent à elle afin de stimuler son époux : Suppositoires, aliments naturels, livres, hypnotisme, massages, elle prend des cours de danse sensuelle, elle demande à son patron homosexuel, M. Robinson (Lapointe), de tester Martial pour voir s'il ne l'est pas lui aussi et demande même à trois de ses amies de tenter d'exciter son mari à l'aide de différents costumes. Pour finir, elle engage une femme-peintre (Markovitz) afin qu'elle réalise une fresque sur le mur de la chambre à coucher, susceptible de raviver la flamme de son mari.
Martial fait des tentatives de son côté : Il visite une ancienne chaude maîtresse (St-Laurent), puis consulte une femme-médecin (Ouimet) ; Celle-ci lui fait passer toute une batterie de tests. À la question Avez-vous joué au docteur dans votre enfance?, Martial répond : Oui, avec ma cousine Valérie, (allusion à Danielle Ouimet).
Le beau-frère de Martial (Béland) le convoque afin de lui parler franchement de la situation qui ne peut plus durer ; Martial lui confie qu'il a demandé l'annulation du mariage. Pendant ce temps, son ami au parti, Jack Fortin (Drouin) vient lui demander un service : il organise, pour le Premier ministre, une soirée érotique privée et aurait besoin d'un des chiens de Martial. La faveur rendue pourrait lancer la carrière politique de Martial. Malheureusement, le chien, trop énervé, fait échouer l'affaire. Le futur politique de Martial est donc anéanti. Il fera par la suite une tentative de suicide qui, elle aussi, échouera.
C'est alors qu'une personne influente du parti recommande Martial aux soins de l'éminent professeur Franz Bélier (Buissonneau). Son assistante Virginie (Darlan) découvre, alors qu'elle fait passer des tests à Martial, la cause possible de son impuissance, basée sur une théorie qu'avait ébauchée le professeur durant sa jeunesse : Ce sont les effluves de l'œillet qui rendent Martial impuissant. Durant une séance publique et télévisée, le professeur fera la démonstration de son sérum sur Martial. Ce dernier, aux côtés de Louise, tous les deux vêtus de vêtements d'hôpital, attendent les résultats de l'injection... qui dépasseront les attentes.

## Fiche technique
- Réalisation : Claude Fournier
- Scénario : Claude Fournier et Marie-José Raymond

## Distribution
- Donald Lautrec : Martial Roy
- Han Masson : Louise Letarte
- Roméo Pérusse : Ti-bé Letarte, père de Louise
- Janine Sutto : Adrienne Letarte, sa femme
- Thérèse Morange : Réjeanne, sœur de Louise
- Réal Béland : Maurice, son mari
- Jean Lapointe : M. Robinson, le libraire et patron de Louise
- Danielle Ouimet : Le médecin
- Louise Turcot : Arlette Tranchemontagne
- Denis Drouin : Jack Fortin, l'organisateur du parti
- Gilles Pellerin : L'embouteilleur
- Gail Lorraine : Sa compagne
- Paul Buissonneau : Le professeur Franz Bélier
- Éva Darlan : Virginie, son assistante
- Gaétan Labrèche, Jacques Famery, René Caron, Gilles Gagné : Le tribunal
- Vittorio Ferucci, Armando Lombardi : Les cardinaux
- Reda Markovitz : Dalia, la peintre
- Andrée St-Laurent : L'ancienne maîtresse de Martial, ainsi que:
- Maryline More, Rose Denuy, Jennifer Black, Mary-Jo Robinson, Francine Grimaldi, Jacques et Lise